# Adrianna Chlebicka
Adrianna Chlebicka (ur. 22 stycznia 1994 w Warszawie) – polska aktorka.

## Życiorys
Na ekranie zadebiutowała jako niemowlę w serialu Boża podszewka w roku 1997. W latach 2012–2014 odgrywała rolę Zuzy w serialu M jak miłość. Największą popularność zdobyła dzięki roli Natalii Sokół w serialu Kontrola, za którą otrzymała nominację do nagrody na MFF GLBT w Turynie. W 2021 wcieliła się w główną rolę Moniki w komedii romantycznej Miłość do kwadratu.

## Filmografia
| Rok       | Tytuł                          | Rola                                   | Uwagi           |
| --------- | ------------------------------ | -------------------------------------- | --------------- |
| 1997      | Boża podszewka                 | dziecko uciekinier                     |                 |
| 2004      | M jak miłość                   | dziewczynka w Domu Dziecka w Józefowie | odc. 268        |
| 2007–2010 | Samo życie                     | Julia Tobrucka                         |                 |
| 2009      | Ojciec Mateusz                 | koleżanka Oli                          | odc. 21         |
| 2010      | Apetyt na życie                | Kasia Grudzińska                       | odc. 6, 12      |
| 2012      | Bejbi blues                    | Kamila                                 |                 |
| 2012–2014 | M jak miłość                   | Zuza                                   |                 |
| 2014      | Piąty Stadion                  | dziewczyna                             | odc. 118        |
| 2015      | Rodzinka.pl                    | Amelia                                 | odc. 136        |
| 2015      | Historia Roja                  | Regina Dziemaszkiewicz                 |                 |
| 2015      | Barwy szczęścia                | Maryla Kuraś                           | odc. 1340, 1353 |
| 2018–2022 | Kontrola                       | Natalia Sokół                          |                 |
| 2019      | Na sygnale                     | Pola                                   | odc. 226        |
| 2019      | Przyjaciółki                   | uczestniczka kursu                     | odc. 154        |
| 2019      | W rytmie serca                 | Agnieszka                              | odc. 47         |
| 2020      | Ojciec Mateusz                 | Marcela Bielska                        | odc. 304        |
| 2021      | Miłość do kwadratu             | Monika Grabarczyk                      |                 |
| 2021      | Hiacynt                        | Halinka, narzeczona Roberta            |                 |
| 2022      | Matka                          | Martyna Gierszewska                    |                 |
| 2023      | Miłość do kwadratu jeszcze raz | Monika Grabarczyk                      |                 |
| 2023      | Życie w błocie się złoci       | Magda                                  |                 |
| 2023      | Miłość do kwadratu bez granic  | Monika Grabarczyk                      |                 |
| 2024      | Bokser                         | Kasia                                  |                 |